# Fluorid hlinitý
Fluorid hlinitý (chemický vzorec AlF3) je anorganická sloučenina primárně používaná ve výrobě hliníku. Může být připraven synteticky, ale vyskytuje se i v přírodě.

## Výskyt a výroba
Nejvíce používaný postup pro výrobu fluoridu hlinitého reakcí oxidu hlinitého Al2O3 a kyselinou hexafluorokřemičitou H2SiF6:
H2SiF6 + Al2O3 → 2 AlF3 + SiO2 + H2O
Druhý způsob je pomocí tepelného rozkladu hexafluorohlinitanu ammoného (NH4)3AlF6. Menší množství je také možné připravit pomocí reakce hydroxidu hlinitého Al(OH)3 (popř. samotného hliníku) s kyselinou fluorovodíkovou HF.
Trihydrát fluoridu hlinitého se nachází v přírodě jako vzácný minerál rosenbergit.

## Využití
Fluorid hlinitý je důležité aditivum při výrobě hliníku pomocí elektrolýzy. Společně s kryolitem snižují bod tání pod 1 000 °C a zvyšují vodivost elektrolytu.
Mimo jiné je využívaný (společně s fluoridem zirkoničitým ZrF4) pro výrobu fluorohlinitého skla, které se využívá na výrobu optických vláken.
Využívá se k zabránění kvašení.

## Zdravotní rizika
Po požití může dojít k poškození trávicího traktu, jater a ledvin. Znakem otravy jsou bolesti břicha, zvracení a průjem. Při požití většího množství i křeče.